# FIA European Truck Racing Championship 2006
Die FIA European Truck Racing Championship 2006 wurde über acht Rennen in Europa ausgetragen. Das Rennen im Juli am Nürburgring gilt als International Truck Masters Germany und wurde ohne Beteiligung der FIA ausgetragen. Es war das letzte Jahr, in dem die Meisterschaft als „Cup“ ausgetragen wurde. Ab der Saison 2006 ist die Meisterschaft in der Hierarchie der FIA zum „Championship“ aufgestiegen.
Sieger dieser Saison war wie schon in der Saison 2005 der Spanier Antonio Albacete. Auf dem zweiten Platz landete der deutsche Gerd Körber, gefolgt von Landsmann Jochen Hahn auf dem dritten Platz.

## Kalender
| Datum                    | Rennen      | Strecke      | Pole-Position    | Platz 1          | Platz 2          | Platz 3              |
| ------------------------ | ----------- | ------------ | ---------------- | ---------------- | ---------------- | -------------------- |
| 8.–9. April              | Spanien     | Barcelona    | David Vršecký    | David Vršecký    | Gerd Körber      | Antonio Albacete     |
| 8.–9. April              | Spanien     | Barcelona    | David Vršecký    | Antonio Albacete | Markus Oestreich | Adam Lacko           |
| 27.–28. Mai              | Italien     | Misano       | Antonio Albacete | Antonio Albacete | Jochen Hahn      | Gerd Körber          |
| 27.–28. Mai              | Italien     | Misano       | Jochen Hahn      | Antonio Albacete | Jochen Hahn      | Gerd Körber          |
| 3.–4. Juni               | Spanien     | Albacete     | Markus Oestreich | Markus Oestreich | Jochen Hahn      | Gerd Körber          |
| 3.–4. Juni               | Spanien     | Albacete     | Gerd Körber      | Gerd Körber      | Markus Oestreich | Jochen Hahn          |
| 17.–18. Juni             | Frankreich  | Nogaro       | Jochen Hahn      | Jochen Hahn      | Gerd Körber      | Markus Altenstrasser |
| 17.–18. Juni             | Frankreich  | Nogaro       | Jochen Hahn      | Jochen Hahn      | Gerd Körber      | Markus Bösiger       |
| 21.–23. Juli             | Deutschland | Nürburgring* |                  | Markus Bösiger   | Antonio Albacete | Gerd Körber          |
| 21.–23. Juli             | Deutschland | Nürburgring* |                  | Gerd Körber      | David Vršecký    | Markus Altenstrasser |
| 26.–27. August           | Tschechien  | Most         | Antonio Albacete | Antonio Albacete | Adam Lacko       | Jochen Hahn          |
| 26.–27. August           | Tschechien  | Most         | Antonio Albacete | Antonio Albacete | David Vršecký    | Markus Oestreich     |
| 9.–10. September         | Belgien     | Zolder       | Gerd Körber      | David Vršecký    | Adam Lacko       | Jochen Hahn          |
| 9.–10. September         | Belgien     | Zolder       | Gerd Körber      | Gerd Körber      | Niko Pulić       | Antonio Albacete     |
| 30. September–1. Oktober | Spanien     | Jarama       | Markus Oestreich | Antonio Albacete | Gerd Körber      | Markus Oestreich     |
| 30. September–1. Oktober | Spanien     | Jarama       | Jochen Hahn      | Antonio Albacete | Markus Bösiger   | Markus Altenstrasser |
| 30. September–1. Oktober | Frankreich  | Le Mans      | Jochen Hahn      | Gerd Körber      | Antonio Albacete | David Vršecký        |
| 30. September–1. Oktober | Frankreich  | Le Mans      | Jochen Hahn      | Jochen Hahn      | Antonio Albacete | Gerd Körber          |

*= International Truck Masters Germany

## Punktestand

### Fahrer
| Pl. | Fahrer               | Punkte |
| --- | -------------------- | ------ |
| 1.  | Antonio Albacete     | 346    |
| 2.  | Gerd Körber          | 318    |
| 3.  | Jochen Hahn          | 291    |
| 4.  | Markus Oestreich     | 264    |
| 5.  | David Vršecký        | 220    |
| 6.  | Markus Bösiger       | 172    |
| 7.  | Niko Pulić           | 126    |
| 8.  | Adam Lacko           | 106    |
| 9.  | Markus Altenstrasser | 87     |
| 10. | Frankie Vojtíšek     | 84     |

| Pl. | Fahrer               | Punkte |
| --- | -------------------- | ------ |
| 11. | José Rodrigues       | 66     |
| 12. | Ross Garrett         | 39     |
| 13. | Vincent Crozier      | 19     |
| 14. | Alain Buffa          | 10     |
| 15. | Javier Mariezcurrena | 7      |
| 16. | Eduardo Rodrigues    | 4      |
| 17. | Franck Conti         | 3      |
|     | Joseph Adua          | 3      |
|     | Chris Levett         | 3      |
| 20. | Pascal Robineau      | 2      |